# اینفینیتی پلاس تو
اینفینیتی پلاس تو (انگلیسی: Infinity Plus Two) شرکت بازی ویدئویی استرالیایی است، که در سال ۲۰۰۳ تأسیس شد.